# 2TE116
A 2TE116 (oroszul: 2-секционный тепловоз с электропередачей, тип 116, magyar átírásban: 2-szekcionnij teplovoz sz elektroperedacsej, tip 116, magyarul: 2 szekciós dízelmozdony villamos hajtással, 116-os típus) egy szovjet-orosz kétszekciós, tehervonati dízelmozdony sorozat. Becenevei: Púpos, a tető kialakítása miatt, Fantomas, Boeing.

## Története
A fejlesztés fő iránya, hogy a Luhanszkteplovoznak 1976-1980 között egy 8000 LE-s tehervonati dízelmozdonyt kellett kifejlesztenie. Az első, prototípus mozdony 1971-ben meg is épült. A mozdony teljesítménye 2x3060 LE volt. A mozdony gyártásakor három gyár dolgozott együtt: Harkivi Közlekedési Gépgyár, Kolomna, és Elektrotyazmash.

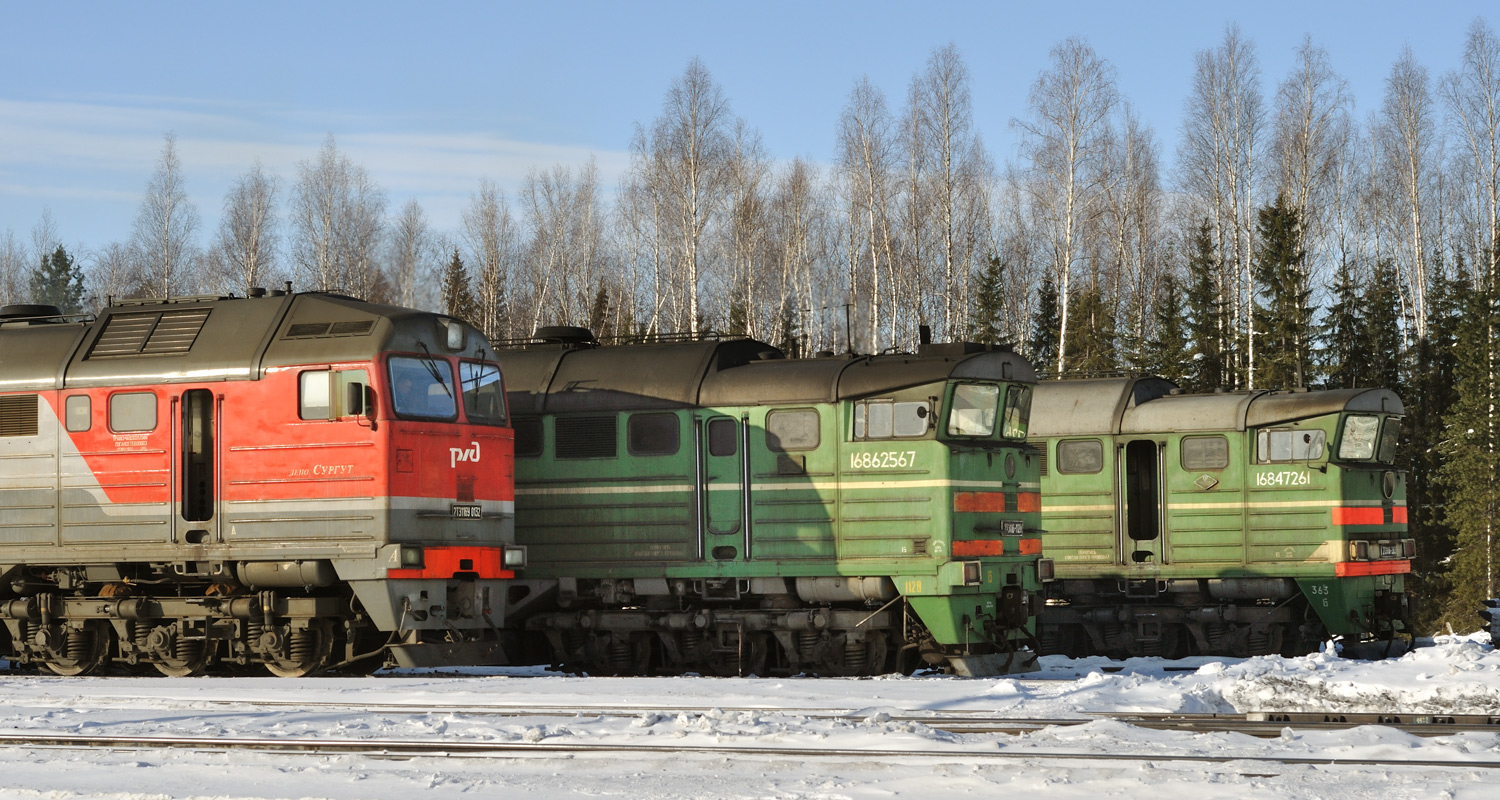
Előtérben a felújított, mögötte a klasszikus, és leghátul pedig a gyártáskori változat.

### A mozdonyok gyártása

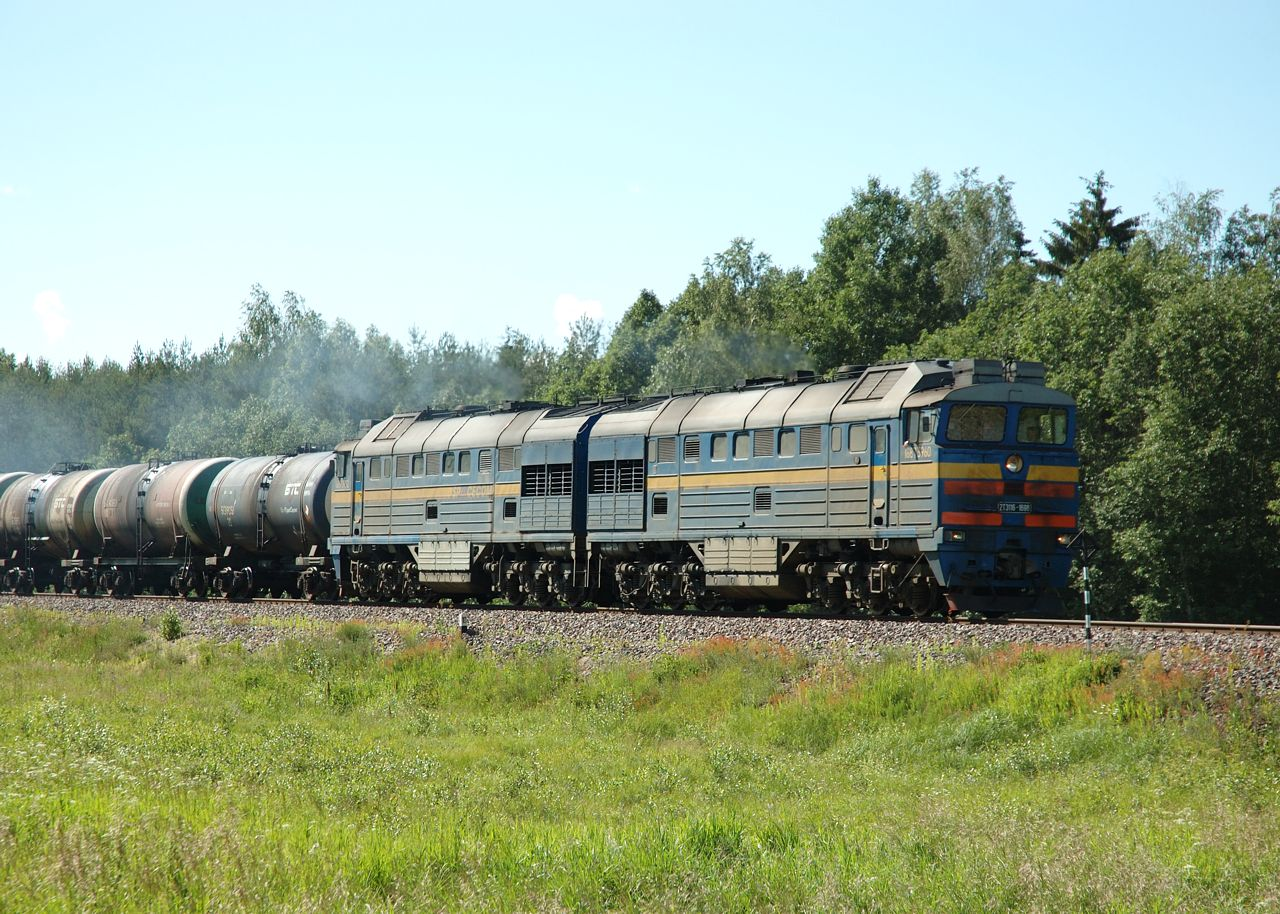
2TE116 1698 tehervonattal

| Gyártás éve | Darabszám | Pályaszám                                                 |
| ----------- | --------- | --------------------------------------------------------- |
| 1971        | 3         | 001 – 003                                                 |
| 1972        | 19        | 004 – 022                                                 |
| 1973        | 45        | 023 – 067                                                 |
| 1974        | 86        | 068 – 153                                                 |
| 1975        | 65        | 154 – 218, 316 – 317                                      |
| 1976        | 55        | 219 – 273                                                 |
| 1977        | 53        | 274 – 315, 319 – 329                                      |
| 1978        | 78        | 316 – 318, 330 – 404                                      |
| 1979        | 91        | 405 – 495                                                 |
| 1980        | 130       | 496 – 625                                                 |
| 1981        | 104       | 626 – 729                                                 |
| 1982        | 81        | 730 – 810                                                 |
| 1983        | 96        | 811 – 906                                                 |
| 1984        | 89        | 907 – 995                                                 |
| 1985        | 102       | 996 – 1097                                                |
| 1986        | 114       | 1098 – 1211                                               |
| 1987        | 112       | 1212 – 1313                                               |
| 1988        | 128       | 1324 – 1451                                               |
| 1989        | 99        | 1452 – 1550                                               |
| 1990        | 58        | 1551 – 1608                                               |
| 1991        | 20        | 1609 – 1628                                               |
| 1992        | 31        | 1629 – 1659                                               |
| 1993        | 9         | 1660 – 1668                                               |
| 1994        | 4         | 1669 – 1672                                               |
| 1995        | 1         | 1673                                                      |
| 1997        | 2         | 1674 – 1675                                               |
| 1998        | 3         | 1676, 1677, 1680                                          |
| 1999        | 5         | 1678, 1681 – 1684                                         |
| 2001        | 1         | 1679                                                      |
| 2003        | 1         | 1686                                                      |
| 2004        | 15        | 1685, 1687 – 1694 1699, 1700 – 1702 1708                  |
| 2005        | 18        | 1695, 1697, 1698 1703 – 1707 1709 – 1713 1716 – 1719 1724 |
| 2006        | 12        | 1714, 1715 1720 – 1723 1725 – 1730                        |
| 2007        | 15        | 1731 – 1745                                               |

## Típusváltozatok

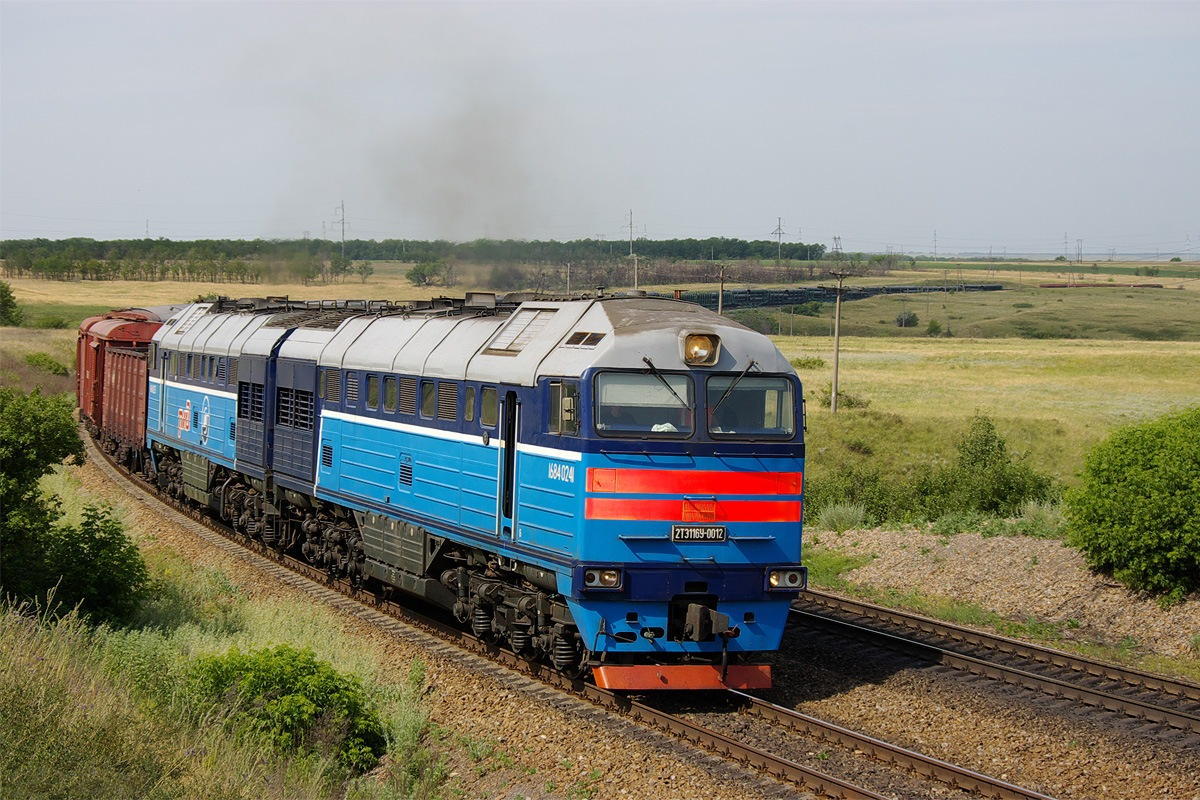
Egy felújításon átesett mozdony

- Egy felújításon átesett mozdony2TE116: a mozdony a sorozat többi példányától eltérő módon lett kialakítva, ugyanis képes volt "együttműködni" a 2TE121-es prototípus mozdonnyal, és a szintén prototípus 4TE130-as mozdonnyal is.
- 2TE116G: a 2TE116 sorozat gázüzeműre épített változata. Ugyanúgy tartalmazott egy A, és B szekciót, valamint egy gázellátó szekciót is. 1988-ban lett építve.
- 2TE116M: A 2TE116 140, 2TE116 317 és 2TE116 317 pályaszámú mozdonyokat dinamikus fékkel szerelték fel, amelyek egy lejtőn való haladáskor képesek voltak az eredeti sebesség tartására.
- 2TE116UP: egy példány épült belőle 1996-ban, a motort 3600 lóerősre cserélték, felszerelték villamos vonatfűtő berendezéssel, és dinamikus fékkel is. A vonatok fűtését egy 575 kW teljesítményű generátor biztosítja. A mozdony építési sebessége 120 km/h. 2TE116G 001 'B' szekciója, leállítva.

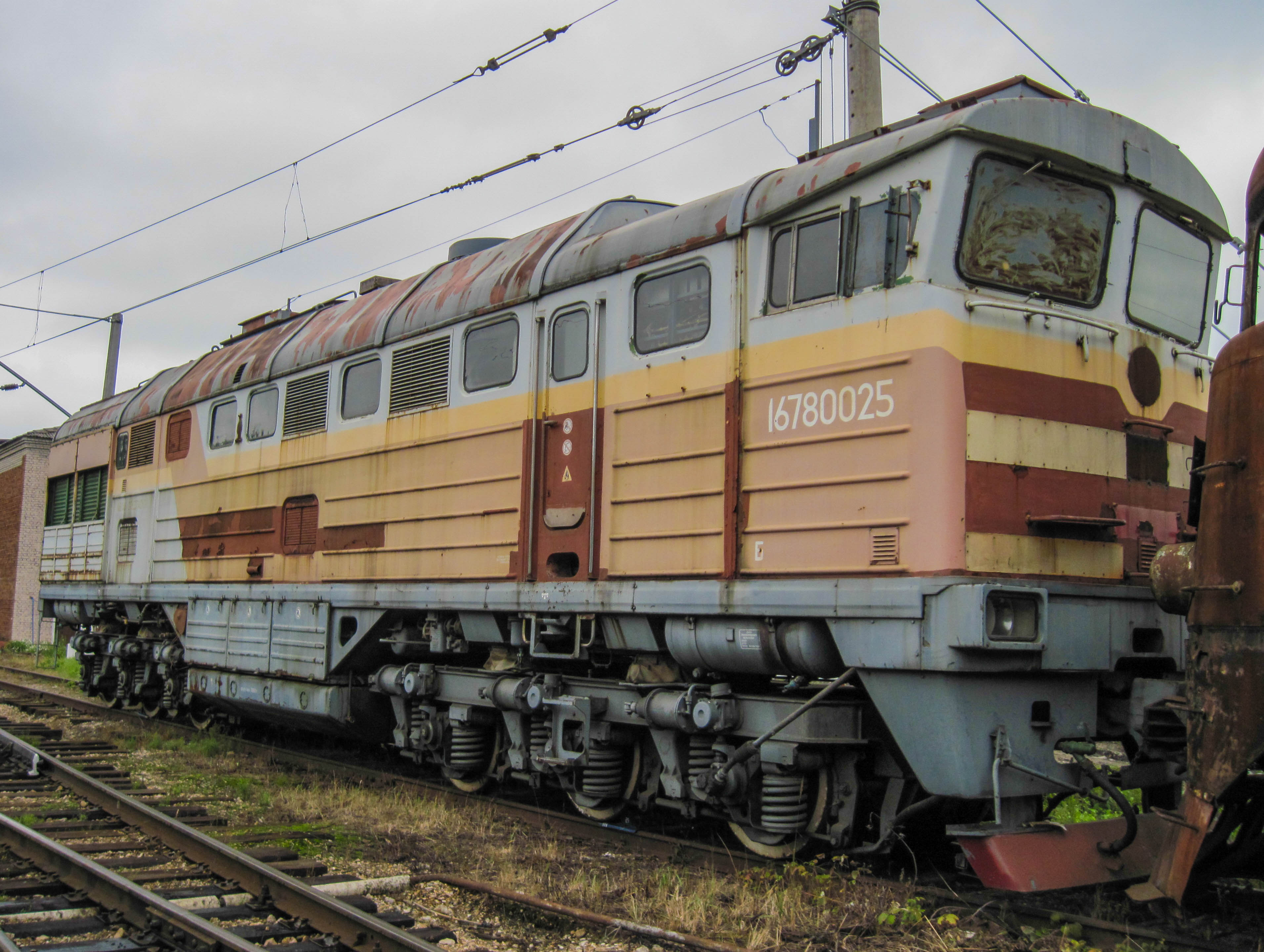
2TE116G 001 'B' szekciója, leállítva.

- 2TE116U: A felújított mozdonyokat kerültek ebbe a sorozatba. Felújításukkor az RZSD új vezetőfülkét építtetett be. A mozdonyok dinamikus fékkel, légkondicionáló berendezéssel, mikroprocesszoros vezérléssel szerelték fel,  és új, 3600 LE-s motort kaptak.
- 3TE116U: A 2TE116U háromszekciós változata. A középső szekcióba egyszerűbb felépítésű vezetőasztalt építettek be.
- 2TE116UM: Mongóliába szállított verzió. Légjavító berendezéssel lettek felszerelve, a mongol vasút 0001-től kezdte számozni a sorozatot. Érdekesség, hogy a 2TE116UM 0062 psz. mozdonyba 4100 LE-s motort építettek be.
- 2TE116UK: Az LLP-nek gyártották, nincs benne légkondicionáló berendezés, a mozdonyból hiányzik a mikroprocesszoros vezérlés, a motorja 3060 LE-s.
- 2TE116UD: A mozdonyba General – Electric motor került.
- 2TE116UR: A mozdonyba MTU erőforrást építettek be.

## Alkalmazásuk

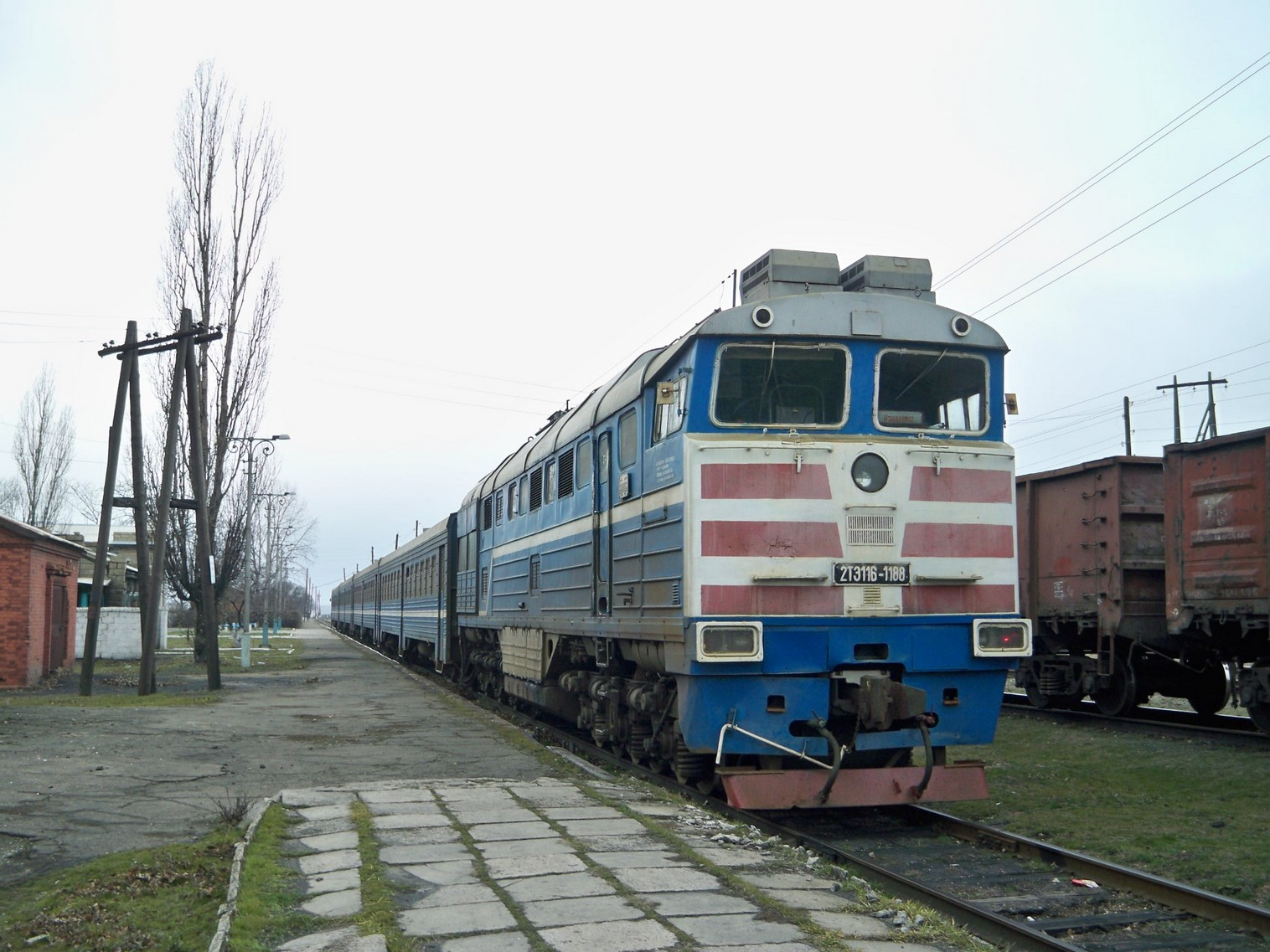
A ingavonati üzemre átépített verzió.

Egyes mozdonyokat átalakítottak ingavonati üzemre, azaz: 2TE116 'A' szekció + x személykocsi + 2TE116 'B' szekció. A mozdonyokat ma is főként tehervonatok továbbítására használják, de a nem villamosított vonalakon személyvonatokat is rendszeresen továbbítanak. A mozdonyokat Ukrajnában, Fehéroroszországban, Észtországban, Lettországban, Mongóliában, és magánvasutaknál használják, tehervonatokkal néha Finnországba is átjárnak.